# UK R&B Chart
The Official UK R&B Chart (также известный как Top 40 RnB Singles / Top 40 RnB Albums или UK Urban Chart) — британский хит-парад музыкальных синглов и альбомов в стиле R&B/Hip-Hop, состоящий из 40 позиций, созданный компанией The Official UK Charts Company. Чарт еженедельно публикуется на сайте BBC Radio 1, а также в ChartsPlus и Music Week. UK R&B chart также регулярно транслируется на телевидении каналами Kiss, Viva UK, MTV Base и MTV Hits. Чарт The Official UK R&B Download Chart, основанный на интернет-продажах, транслируется каналом 4Music.